# Brysiowski
Brysiowski, Potok Brysiecki, Brysiowski Potok – potok, lewy dopływ Ochotnicy. Płynie we wsi Ochotnica Dolna w województwie małopolskim, w powiecie nowotarskim, w gminie Ochotnica Dolna
Cztery cieki źródłowe potoku znajdują się na północnych stokach Pasma Lubania w Gorcach. Trzy z nich wypływają ze znajdujących się na wysokości 849 m i 838 m źródeł o wydajności 150 l/godz., czwarty wypływa w dolinie wciosowej na wysokości około 890 m. Wszystkie cieki łączą się z sobą na wysokości około 770 m. Od tego miejsca potok spływa dnem doliny wciosowej w kierunku północnym. Na wysokości około 420 m naprzeciwko należącego do Ochotnicy Dolnej osiedla Brysiówka uchodzi do Ochotnicy}.
Zlewnia Brysiowskiego Potoku to w większości porośnięte lasem strome zbocza górskie. Dolna część doliny potoku to zajęte przez pola uprawne i zabudowania obszary osiedla Koszarzyska we wsi Ochotnica Dolna.